# Крушельницкий, Александр Владимирович
Алекса́ндр Влади́мирович Крушельни́цкий (род. 30 июля 1954, Мукачево Ужгородского района Закарпатской области УССР) — советский, российский историк, специалист в области истории России, политической истории России. Кандидат исторических наук, доцент Московского государственного историко-архивного института, Российского государственного гуманитарного университета. Автор свыше 90 научных и учебно-методических трудов, в том числе учебника по истории России XX века.

## Биография
Родился 30 июля 1954 года в городе Мукачево Ужгородского района Закарпатской области (УССР, СССР).
В 1976 году окончил Московский государственный историко-архивный институт (специальность — историк-архивист).
С 1976 по 1989 год работал в Центральном государственном архиве Советской Армии и Центральном музее Вооружённых сил.
В 1985 году защитил диссертацию на соискание учёной степени кандидат исторических наук по специальности 07.00.02 — Отечественная история. Тема – «Народный Комиссариат по военным делам в первые месяцы диктатуры пролетариата, конец октября 1917 г. — март 1918 г.».
С 1989 года — работа в Московском государственном историко-архивном институте, Российском государственном гуманитарном университете: старший преподаватель, доцент кафедры истории государственных учреждений и общественных организаций факультета архивного дела МГИАИ, ИАИ РГГУ, доцент кафедры истории России новейшего времени ИАИ РГГУ.
Учёное звание — доцент (2000).
Член редколлегии журнала «Новый исторический вестник» (2000–2018).

## Сфера научных интересов
История России, политическая история России, история государственного и военного строительства Российской империи и СССР, история Гражданской войны в России, история советских органов государственной безопасности, история организации и управления партизанским движением периода Великой Отечественной войны.

## Печатные труды

### Учебник
- Крушельницкий А. В. (в соавторстве). История России, XX век: Курс лекций. 2-е изд. — М.: Каллиграф, 2010. — 452 с. — ISBN 978-5-903630-08-0[6].

### Избранные учебно-методические труды
- Бахтурина А. Ю., Галиева Д. С., Малышева Е. П., Крушельницкий А. В., Сенин А. С., Шаповалова Л. Д. Организация делопроизводства в органах государственной власти и местного самоуправления: Программы дисциплин бакалавриата по направлению № 034700 — «Документоведение и архивоведение» / Под ред. Т. Г. Архиповой. — М.: Изд. «Спутник+», 2012. — 205 с. — ISBN 978-5-9973-2016-4
- Архипова Т. Г., Бахтурина А. Ю., Киличенков А. А., Крушельницкий А. В., Сенин А. С., Шаповалова Л. Д., Шацилло В. К. Военные архивы: Программы дисциплин бакалавриата по направлению № 034700 — «Документоведение и архивоведение». — М.: Изд. «Спутник+», 2012. — 83 с. — ISBN 978-5-903630-08-0

### Сборники документов
- Крушельницкий А. В. (в коллективе составителей): Полпреды сообщают… Сб. док. об отношениях СССР с Латвией, Литвой и Эстонией. Август 1939 г. — август 1940 г. — М.: Международные отношения, 1990. — 541 с.
- «…Начинание на благо и возрождение России» (Создание Университета имени А. Л. Шанявского): Сб. док. / Составитель И. И. Глебова, А. В. Крушельницкий, А. Д. Степанский / Коммент. А. В. Крушельницкого / Под ред. Н. И. Басовской, А. Д. Степанского. — М.: РГГУ, 2004. — 352 с.
  - Рец. на сборник документов «…Начинание на благо и возрождение России»: Воробьёва Ю. С. [Рец. на кн.] // Отечественные архивы. 2005.

### Избранные статьи и рецензии
- Крушельницкий А. В., Молодцыгин М. А. Становление РККА как армии дружбы и братства народов // Боевое содружество советских республик. — М.: Наука, 1982. С. 16—29.
- Крушельницкий А. В. ЧК за работой // Нива. 1992. № 2. С. 49—57.
- Крушельницкий А. В. Ликвидация контрреволюционного саботажа в Военном министерстве в первые месяцы Советской власти // Исторический опыт Великого Октября. (К 90-летию академика И. И. Минца). — М.: 1986. С. 162–171.
- Крушельницкий А. В. Забытые по приказу. (Участники заседания Военного Совета при НКО СССР в декабре 1935 г.) // Родина. 1989. № 10. С. 24.
- Крушельницкий А. В. Диктатура по телеграфу: «Бухарская революция» и государственное строительство в БНСР // Родина. 1989. № 11. С. 17—20.
- Крушельницкий А. В. Драма истории // Родина, 1990. № 6. С. 8—15.
- Крушельницкий А. В., Воронов В. В. Служба // Столица. 1994. С. 6—8.
- Басовская Н. И., Крушельницкий А. В. Традиция и альтернатива в университетском образовании России // Гуманитарные науки. — М.: МГУ, 1995. С. 151—159.
- Крушельницкий А. В. Заброшенные: 55 лет назад в нашей стране появились первые спецназовцы // Собеседник. 1997. № 35. С. 6.
- Крушельницкий А. В., Сенин А. С. Ещё раз о происхождении административно-командной системы управления // Государственный аппарат России в годы революции и Гражданской войны. — М.: РГГУ, 1998. С. 28—45.
- Крушельницкий А. В., Воронов В. В. Третий перелёт: Где исчез экипаж Леваневского: в Арктике или …на Лубянке? // Новое время. 1998. № 6. С. 36—38.
- Крушельницкий А. В. Читая Будницкого. Рец. на: Будницкий О. В. Российские евреи между красными и белыми. 1917—1920. — М.: РОССПЭН, 2006. — 551 с. // Новый исторический вестник. 2007. № 1. С. 246—260.
- Крушельницкий А. В. О механизме выработки внешнеполитических решений ленинским Совнаркомом в годы Гражданской войны // VII Международная научно-практическая конференция «1917 год в истории Первой мировой войны: взгляд спустя столетие» (12-14 декабря 2017 года, г. Москва)
- Крушельницкий А. В. Православное российское духовенство в 1917 году. Профессор Михаил Бабкин выступил в Московском Дворянском собрании … // «Русская народная линия», 12.02.2018

### Научное редактирование
- Крушельницкий А. В. (в коллективе научных редакторов): Хроника человечества. — М.: Большая энциклопедия / Слово / Slovo, 1996. — 1200 с.
- Адлер Н. Трудное возвращение: Процесс реабилитации советских политзаключённых в 1950—1990-х гг. / Под ред. А. В. Крушельницкого. — М.: Звенья, 2005. — 318 с.

## Избранные выступления в СМИ
- Выступление в эфире радиостанции Эхо Москвы, 5.07.2008
- Выступление в программе «Троцкий — злой гений русской революции?» на сайте Международного мультимедийного пресс-центра «Россия сегодня», 15.12.2010
- Выступление в программе «Час истины. Свердлов и Троцкий против Ленина» на интернет-ресурсе «Statehistory.ru», 20.01.2011
- Выступление в эфире радиостанции Вести FM, 3.03.2012
- Выступление в эфире интернет-телеканала 360°, 13.03.2017
- Выступление в эфире Радио Звезда, 2.03.2017
- Выступление в эфире Радио Звезда, 3.03.2018
- [tsargrad.tv/shows/russkaja-amerika-kto-sdal-aljasku-vragu_123004 Выступление в программе «Русская Америка: кто сдал Аляску врагу» в эфире телеканала] Царьград ТВ, 4.04.2018

## Оценки и высказывания
По некоторым данным, находится в дружеских отношениях с российским военным и политическим деятелем, участником вооружённого конфликта на востоке Украины Игорем «Стрелковым» Гиркиным.
По утверждению самого Крушельницкого, в частных беседах Гиркин якобы заявлял, что «Путин — единственный гвоздь, на котором сейчас мы все висим». Однако это высказывание не соответствует официальной публичной позиции самого Гиркина, неоднократно критиковавшего Владимира Путина.
Таким образом, между заявлениями Крушельницкого и Гиркина существует противоречие, что может свидетельствовать либо о намеренном искажении Крушельницким позиции Гиркина, либо о более сложном и противоречивом отношении последнего к фигуре президента Путина.